# Hathras (huyện)
Huyện Hathras là một huyện thuộc bang Uttar Pradesh, Ấn Độ. Thủ phủ huyện Hathras đóng ở Hathras. Huyện Hathras có diện tích 1752 ki lô mét vuông. Đến thời điểm năm 2001, huyện Hathras có dân số 1333372 người.